# Jean Quirin de Mieszkowski
Jean Quirin de Mieszkowski, né à Karczew le 30 mars 1744, mort à Wassy le 27 février 1819, était un officier polonais et un général de la Révolution française.

## États de service
Il est le fils de Thomas de Mieszkowski.
En 1761, il s'engage dans les Uhlans polonais de la république des Deux Nations. En 1766, il entre dans les hussards de la Légion de Conflans, au service du royaume de France.
De 1780 à 1783, il prend part à la guerre d'indépendance américaine.
Le 20 septembre 1792, il est élevé au grade de maréchal de camp (par la suite renommé général de brigade), dans l'armée du Rhin. Le 27 avril 1793, il est employé à l'Armée d'Italie.
Quelques mois plus tard, il part en Vendée, où il prend le commandement de la division des Sables d'Olonne, dans l'armée des côtes de La Rochelle le 17 juin 1793.
Le 26 août, il repousse une attaque de Charette sur La Roche-sur-Yon, mais le 22 septembre, il est écrasé par les forces de Charette et Lescure lors de la bataille de Saint-Fulgent et est suspendu le 30 du même mois.
Il est mis à la retraite en 1795.
Il avait épousé Jeanne Marie Canet, décédée à Wassy le 27 mars 1817.